# Anasphondylia aspidospermae
Anasphondylia aspidospermae är en tvåvingeart som beskrevs av Blanchard 1939. Anasphondylia aspidospermae ingår i släktet Anasphondylia och familjen gallmyggor. Inga underarter finns listade i Catalogue of Life.